# Sergio Tacchini (azienda)
Sergio Tacchini Operations è una società di abbigliamento sportivo. Fondata in Italia nel 1966, ha accresciuto nel tempo i suoi mercati a livello internazionale affermandosi come marchio sportivo. Dal 2019 ha sede a New York.

## Storia
L'attività imprenditoriale inizia con l'ex tennista Sergio Tacchini nel 1966 che fonda Sandys S.p.A. che diventerà poi Sergio Tacchini S.p.A. Tacchini si concentrò sul design, introducendo il colore nell'abbigliamento da tennis che, fino ad allora, era prevalentemente bianco. Il marchio lanciato inizialmente per il tennis, ingaggiando grandi nomi come Pete Sampras, Martina Navrátilová, John McEnroe, poi estende le sue attività ad altri settori sportivi e al tempo libero. Nel 1992 il gruppo fattura circa 220 miliardi in lire italiane, con poco meno di 450 addetti fra Italia ed estero.
In seguito a un periodo di crisi, il 4 giugno 2007 entra ufficialmente nel gruppo aziendale H4T (Hembly for Tacchini), società cinese controllata da Billy Ngok, presidente di Hembly International Holdings, che la trasforma in brand company. Viene così chiusa la sede produttiva dell'azienda che era sita in Bellinzago Novarese.
Nel 2013 l'azienda diviene "Sergio Tacchini International" di proprietà della società "Wintex Italia" e trasferisce la sede a Milano.  Sponsorizza il Monte-Carlo Rolex Masters e gli atleti delle Federazioni tennis serba e monegasca. È attivo anche nella progettazione e realizzazione di calzature tecniche classiche per il tennis non competitivo e per il tempo libero.
Nel 2019 cambia proprietà ed è acquisita da due private equities americani, cambiando denominazione in Sergio Tacchini Operations; la sede viene trasferita a New York.

## Sponsorizzazioni
- Automobilismo: Ayrton Senna
- Golf: Ian Woosnam, Costantino Rocca
- Nuoto: Klaus Dibiasi
- Sci: Marc Girardelli, Pirmin Zurbriggen
- Tennis: Jimmy Connors, Ion Țiriac, Ilie Năstase, Adriano Panatta, Tonino Zugarelli, Vitas Gerulaitis, John McEnroe, Pete Sampras, Novak Đoković, Sergi Bruguera, Omar Camporese, Goran Ivanišević, Filippo Volandri, Flavia Pennetta, Silvia Farina, Roberta Vinci, Sara Errani, Xavier Malisse, Steve Darcis, Tommy Robredo, Olivier Rochus, Martina Hingis, Mats Wilander, Pat Cash, Gilles Müller, Gabriela Sabatini.
- Vela: Karine Fauconnier, +39 Challenge alla XXXII America's Cup.